# Consejo de Ministros de Honduras de 1845
Consejo de Ministros de Honduras de 1845  Fue el encargado de gestionar la administración del Estado de Honduras entre el 1 de enero al 8 de enero de 1845, al no haber un Presidente elegido constitucionalmente, ya que el General Francisco Ferrera había concluido en fecha 31 de diciembre de 1844 su periodo presidencial.

## Ministros que lo integraban
- Ministro General Casto José Alvarado (1820-1873),
- Ministro General Coronado Chávez (1807-1881).

El General Coronado Chávez fue elegido por la Asamblea Nacional Legislativa como Cuarto Presidente Constitucional de Honduras.